# Ват-Пху

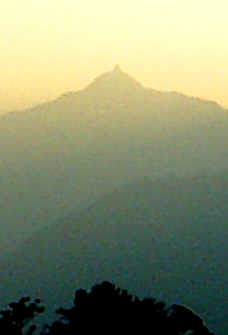
Гора Пху Као у формі лінгам

14°50′53.75″ пн. ш. 105°49′3.36″ сх. д. / 14.8482639° пн. ш. 105.8176000° сх. д.
Ват-Пху — руїни кхмерського храмового комплексу в південному Лаосі. Храм знаходиться біля підніжжя гори Пху Као за 6 км від річки Меконг, південніше міста Тямпатсак у провінції Тямпасак. Ще в V столітті на території комплексу існував храм, але споруди, що збереглися, відносяться до XI — XIII століття. Спочатку храмовий комплекс був пов'язаний з шиваїстськими культами, але потім став центром буддизму тхеравади, храм діє дотепер.

## Історія
Ват-Пху спочатку пов'язували з містом Шрестапура на березі річки Меконг на схід від гори Лингапарвата, яка пізніше стала називатися Пху Као. У другій половині V століття місто вже було столицею держави, пов'язаної з державами Ченла і Чампа, приблизно в цей час були побудовані перші храмовові споруди на горі. Гора в формі лінгама мала в культі Шиви особливе символічне значення, річка при цьому символізувала світовий океан, або Гангу. Храм був присвячений Шиві, а води річки під храмом вважалися священними.
Щонайменше в роки правління Яшовармана I у X століттяе Ват-Пху вже входив у Кхмерську імперію зі столицею Ангкор. Шрестапура перемістився в нове місто, розташоване на південь від храму. Пізніше споруди були перебудовані, при цьому частково використовували кам'яні блоки початкових храмів. Той храм, який зберігся до теперішнього часу, був побудований в періоди Кох Кер і Бапхуон XI століття. Коли імперія прийняла буддизм тхеравади, храмовий комплекс був дещо перебудований. У період, коли на цій території заселилися лао, храм продовжував функціонувати, і кожен лютий тут організовуються храмові свята. 2001 року храмовий комплекс був занесений до списку свіової Спадщини ЮНЕСКО.

## Опис

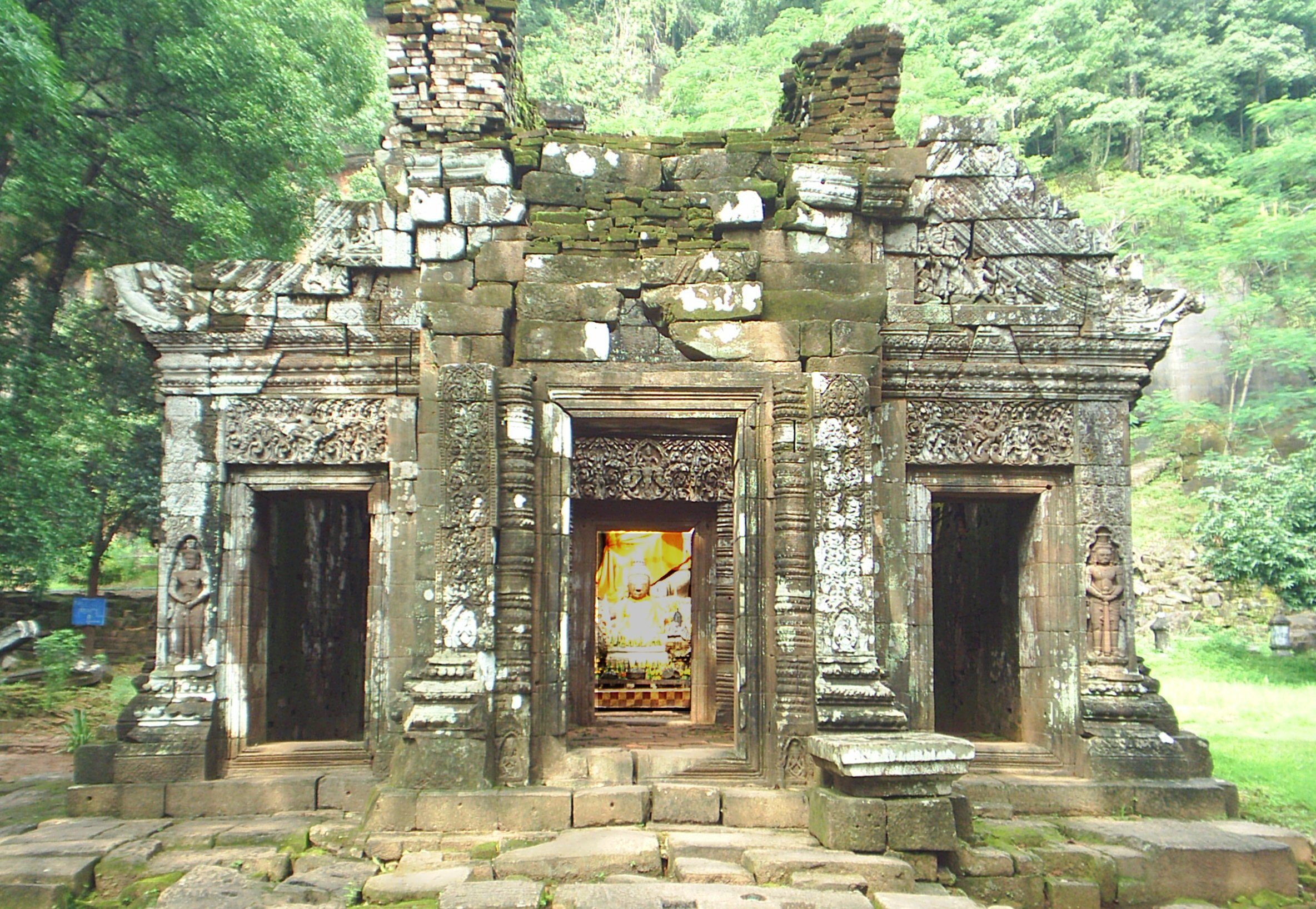
Фасад святилища з сучасним зображенням Будди

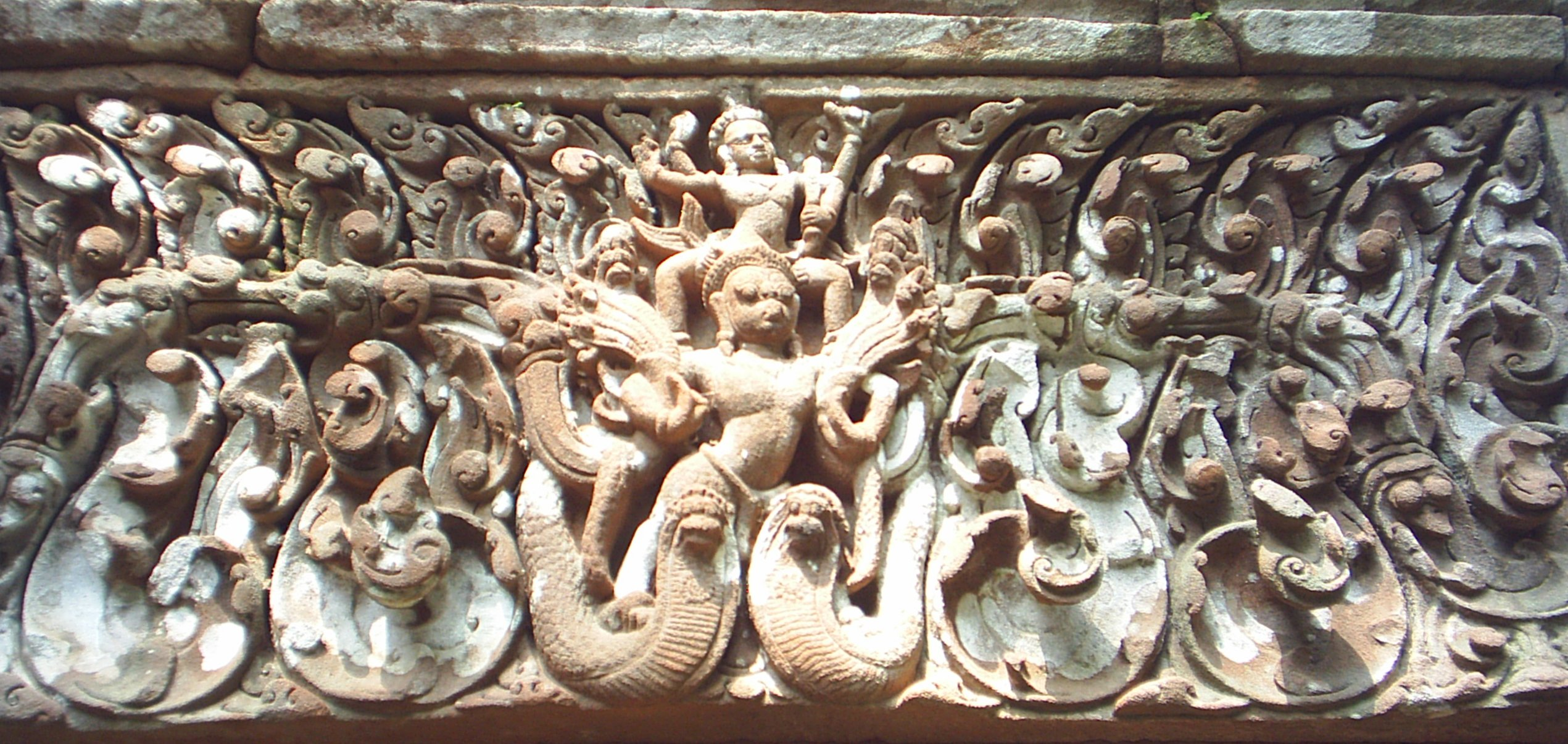
Вішну і Гаруда на стіні на північний схід від святилища

Храм Ват-Пху, як усі кхмерські храми, орієнтований на схід. Основну орієнтацію визначає священна гора й річка. За 1400 метрів від храму розташовується джерело, 100 метрів вище по схилу. За км на схід, на іншій стороні річки Меконг, розташовується місто. Дороги від храму ведуть до інших храмів, і врешті до храмового комплексу Ангкор.
Навколо храму розташовані палаци, відомі як північний і південний, чи чоловічий і жіночий, палаци і храм споруджено на одній осі. Призначення палаців не ясне. Північний палац зберігся краще. Загалом споруди відповідають ранньоангкорському стилю.

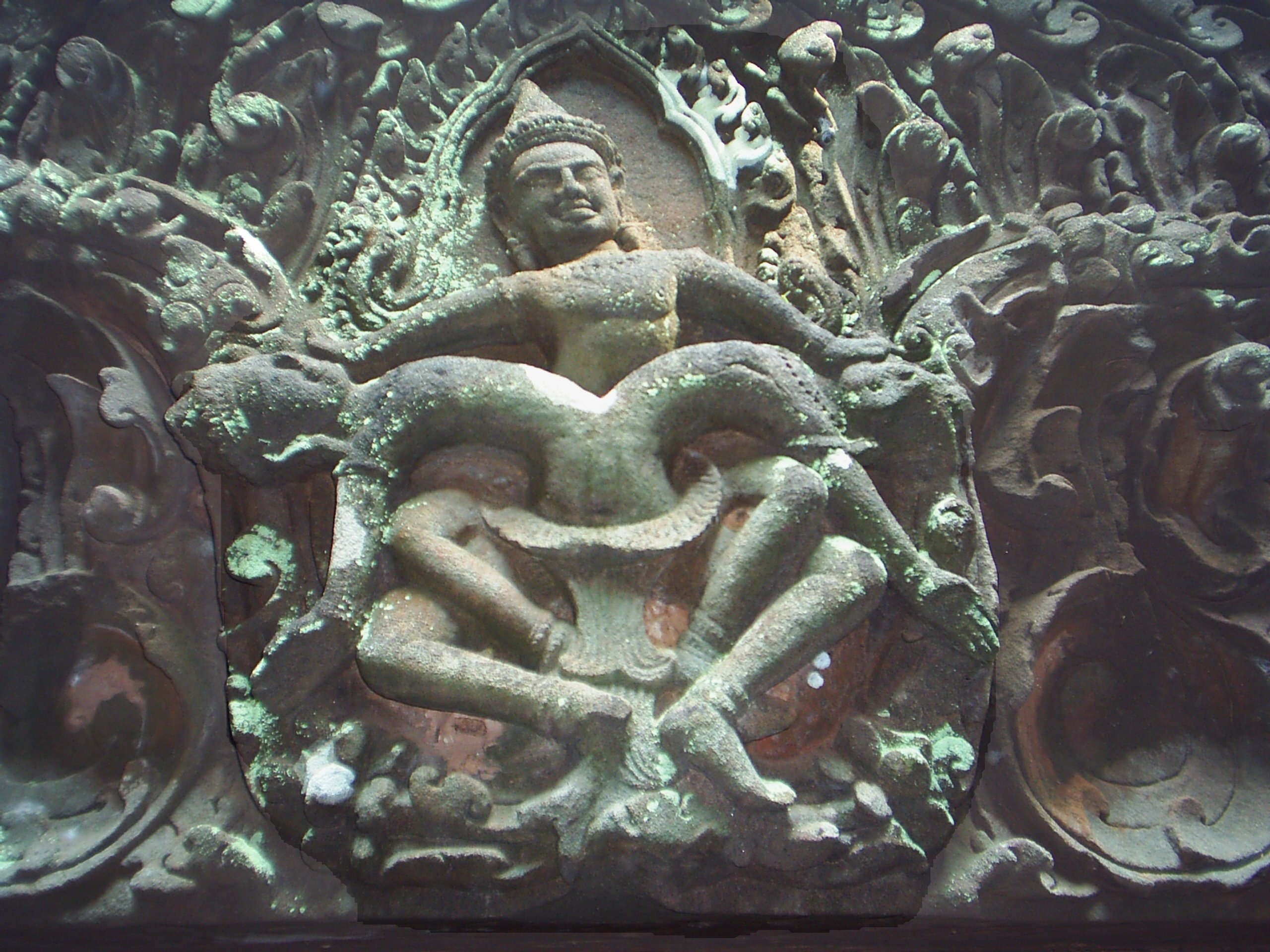
Крішна вбиває Камса на південній стіні святилища

Багато споруд комплексу перебувають у незадовільному стані.
На південь від святилища знаходиться рельєф індуїстської трійці, а на північ — відбиток сліду Будди, а також зображення у формі слона і крокодила. Існує припущення, що крокодилячий камінь пов'язаний з людськими жертвопринесеннями, описаними в китайських текстах VI століття.